# Топ Шнајдер-Крезо 75 mm М1907
Топ Шнајдер-Крезо 75 mm М1907 је француски пољски топ који је представљао главно артиљеријско оруђе српске војске у балканским ратовима и Првом светском рату. 
Соасант кенз, како је зван у српској војсци по француској синтагми за 75, био је верзија основног модела из 1897. године, који је начинио револуцију у артиљерији: био је први брзо пуцајући топ, пошто је испаљивао тада великих 20 граната у минуту. 
Његова набавка је у Србији изазвала тзв. топовску кризу 1906. године, пошто се нашла у средишту жестоке политике борбе између владајућих радикала и опозиционих странака. Иако се на пробама у гађању сличан топ немачке фирме Круп показао као нешто бољи, влада је одлучила да купи топ француског произвођача Шнајдер-Крезоа, због политичке оријентације на Француску и захтева Француске да се из зајма кога је одобрила Србији купе топови њеног произвођача. 
Овај топ је произвођен масовно. Француска је 1914. имала око 4000 разних варијанти топа 75 mm М1897, а на крају Првог светског рата чак 17000. Америка је 1917, када је ушла у Први светски рат, купила 2800 ових топова. Коришћени су и у Другом светском рату, па и на занимљиве начине: Америкаци су га монтирали на бомбардер Б-25 Мичел и њиме гађали јапанске бродове. Употребљаван је и у колонијалним ратовима, као од стране Француске у Алжиру око 1960. године.

## Спецификација
- Калибар: 75
- Тежина: 1040
- Дужина цеви: 2,324
- Тежина гранате: 6,4
- Тежина шрапнела: 6,1 kg (320 куглица)
- Брзина на излазу из цеви: 550 -{m/s-
- Максималан домет: 7300
- Елевација: -5/+16°